# Хек карта
Хек карта е дизайн за игри на дъска, обикновено използван за военни игри. Картата е разделена на еднакви хексагони (шестоъгълници).

## Предимства и недостатъци
Основно предимство пред традиционната квадратна карта е, че разстоянието между центъра на всяко поле и центъра на кое да е от шестте съседни полета се запазва едно и също. В сравнение, разстоянието от центъра на квадратно поле до центъра на кое да е от четирите диагонални полета, споделящи общ ъгъл, е по-голямо от това на четирите полета, споделящи страна. Постоянното разстояние на хек картата е желателно за игри, в които измерването на движение е фактор. Друго предимство е, че съседните полета винаги споделят страна, а няма две полета с контакт само в една точка.
Един от недостатъците на хек картата е, че има съседни полета само в шест посоки, за разлика от осемте в стандартната квадратна карта. Обикновено полетата формират непрекъснат път, „горе“ и „долу“ или „север“ и „юг“, в този случай другите четири съседни полета лежат на „северозапад“, „североизток“, „югозапад“ и „югоизток“. В резултат, няма съседни полета на „изток“ и „запад“, което прави придвижването в права линия, в тези посоки, по-сложно от това на квадратна карта. Пътя в тези посоки криволичи, тъй като е невъзможно да се придвижиш напред, без да се върнеш малко назад в другата посока.
Игри традиционно използващи, четири главни посоки или по друг начин отговарящи на квадратната мрежа, могат да се пригодят към шестоъгълна мрежа по различни начини. Пример е хексагоналния шах.

## Приложение
Използва се в различни игри, включително и компютърни игри, като например: Heroes of Might and Magic III, Age of Wonders, Panzer General II, The Battle for Wesnoth, Civilization V и други.